# Pouilly-les-Nonains
Pouilly-les-Nonains település Franciaországban, Loire megyében. Lakosainak száma 2165 fő (2022. január 1.). Pouilly-les-Nonains Saint-Romain-la-Motte, Ouches, Renaison, Riorges, Saint-André-d’Apchon és Saint-Léger-sur-Roanne községekkel határos.

## Népesség
A település népességének változása:
| Lakosok száma | 774  | 1311 | 1627 | 1725 | 1928 | 2048 | 2123 | 2172 | 2191 | 2165 |
|               | 1968 | 1982 | 1990 | 2006 | 2013 | 2015 | 2017 | 2019 | 2020 | 2022 |